# Scotti Hill

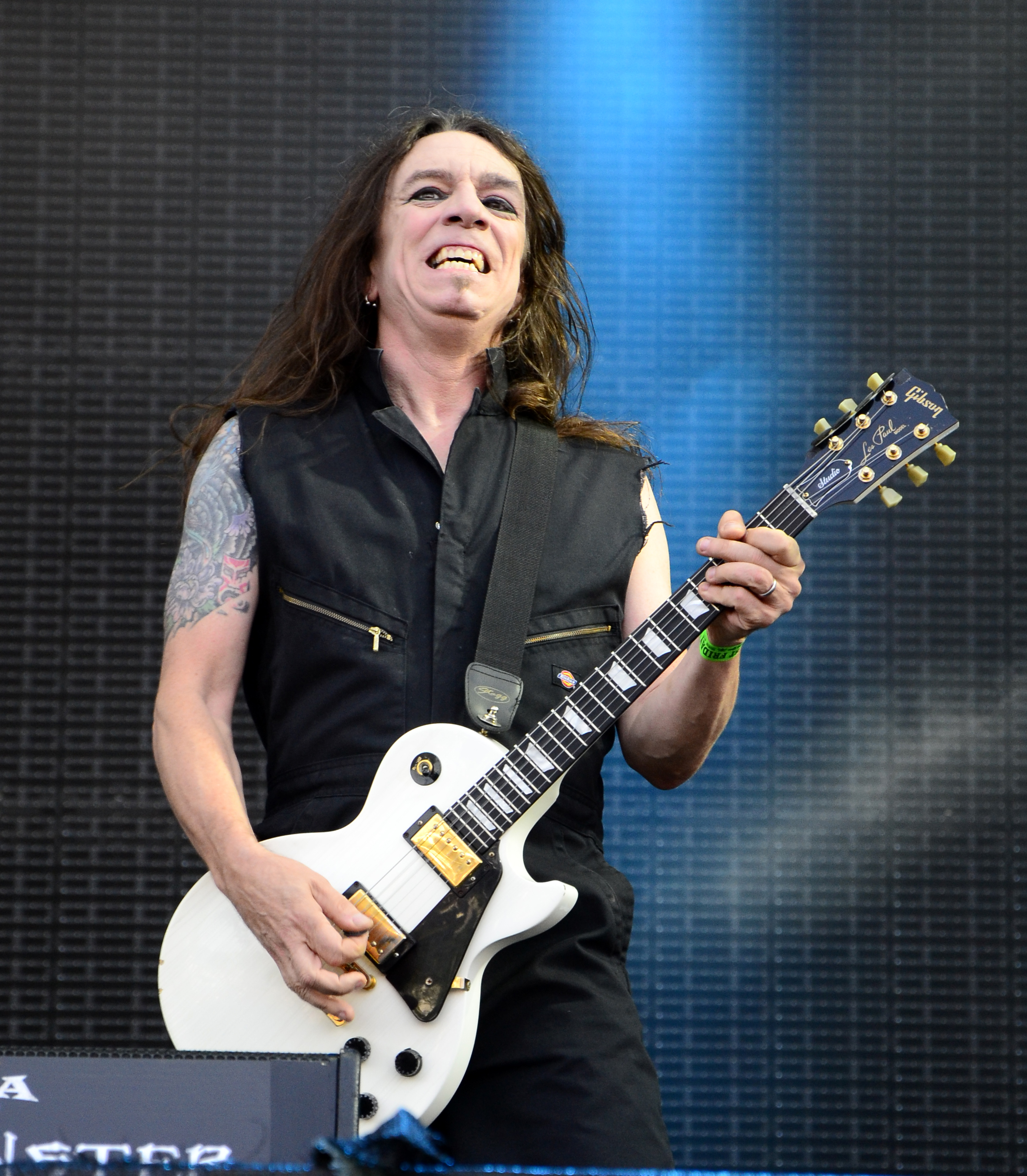
Hill beim Wacken Open Air 2014

Scott Lawrence „Scotti“ Mulvehill (* 31. Mai 1964 in Manhasset, New York) ist ein US-amerikanischer Gitarrist und langjähriges Mitglied der Rockband Skid Row.
Er war außerdem Mitglied der Band Ozone Monday, zu der auch der Sänger Shawn McCabe, die Skid-Row-Mitglieder Dave “The Snake” Sabo und Rachel Bolan, und der ehemalige Skid-Row-Schlagzeuger Rob Affuso gehörten.